# هندسة الشواطئ

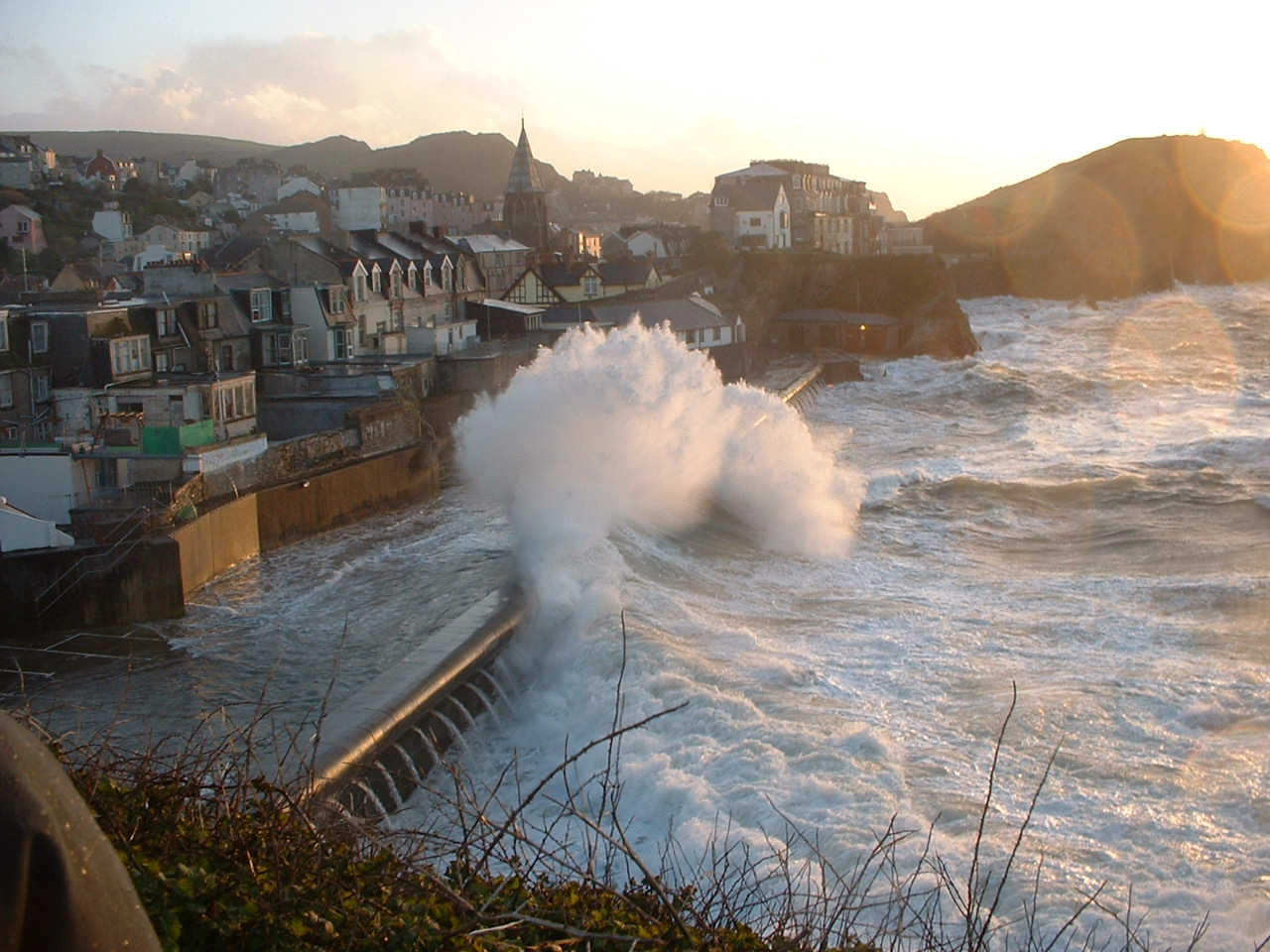
اصطدام موجة مائية أثناء العاصفة بحاجز بحري

هندسة الشواطئ وتسمى ايضاً ( هندسة الموانئ والمنشات البحرية ) هي فرع من فروع  الهندسة المدنية الذي يهتم بمتطلبات الإنشاء على أو بالقرب من الساحل فضلا عن تطوير الساحل نفسه
وتشمل هندسة الموانىء تخطيط وتصميم الموانىء، وعمليات ادارة الموانىء، وتكنلوجيا المواد والتصنيع، وبناء وصيانة الميناء، وامن وسلامة الموانىء، وتمويل وادارة الموانىء والادارة البيئية للميناء، وتكنلوجيا معلومات الموانىء.
 التحديات التقليدية لمهندس الشواطئ ناتجة خصوصا من التأثير الهيدروديناميكي  للأمواج والمد والجزر والعواصف البحرية وموجات التسونامي (غالبا في بيئة المياه البحر المالحة)، وكذلك التغيير في طوبوغرافية الشواطئ الناتج من التطوير الذاتي للشاطئ نفسه أو التغيير الناتج من صنع الإنسان لذا تهتم هندسة الشواطئ بدراسة شواطئ المحيطات والبحار والبحار الهامشية ومصبات الأنهار والبحيرات الكبيرة، كذلك من التحديات الاخرى ملوحة البحر والحرارة لذلك هي تهتم ايضا بدراسة المواد التي تدخل في انشاء المنشات البحرية كالخرسانة وغيرها.
عادة ما يعنى مهندس الشواطئ بإدارة منطقة الساحل المتكاملة بجانب عمله في التصميم والإنشاء والصيانة للمنشآت الساحلية بسبب معرفته بهيدروديناميكية نظم السواحل وتغييراتها الطوبوغرافية، وهذا يشمل الامداد بتقنيات:  تقييم الأثر البيئي - تطوير المواني - استراتيجيات حماية الشواطئ - استصلاح الأراضي البحرية - مزارع الرياح الشاطئية - منشآت إنتاج الطاقة الأخرى.

## عناصر محددة في هندسة الشواطئ

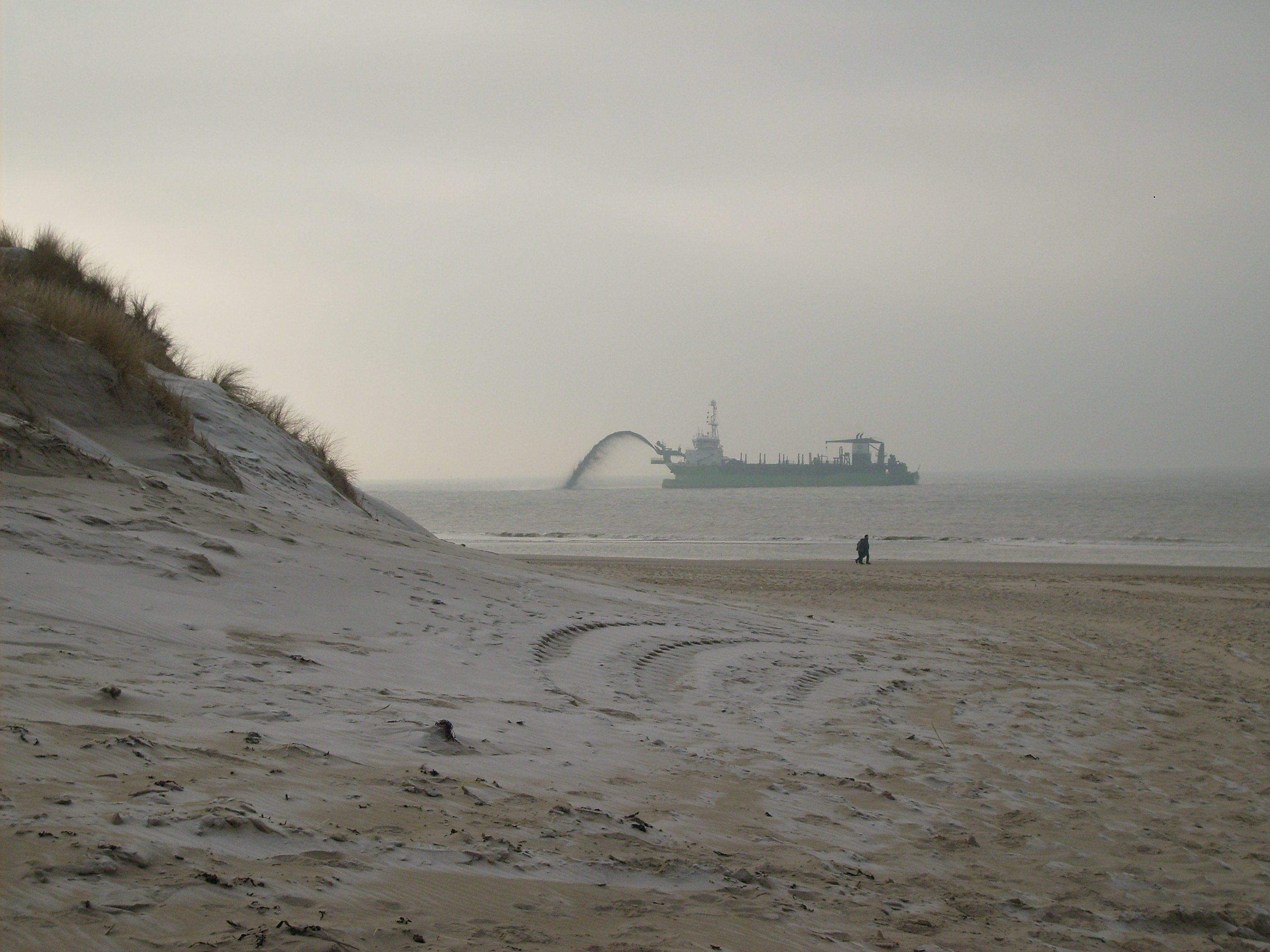
استصلاح الأراضي البحرية بهولندا

بيئة الشواطئ تنتج تحديات كثيرة لهذا الفرع من فروع الهندسة مثل: الأمواج - العواصف البحرية - المد والجزر - موجات التسونامي  - تغييرات منسوب سطح البحر - مياه البحار - النظم البيئية البحرية
لذا تحتاج مشاريع هندسة الشواطئ المعرفة بتأثيرات الارصاد الجوية مثل: الرياح الإقليمية والطقس بالإضافة إلى نتائج احصائية للكميات الهيدروديناميكية ذات الصلة
وكذلك دراسات قياس الاعماق والتغييرات الطبوغرافية لقاع البحار بشكل مباشر، وفي حالة دراسة انتقال الرواسب والتغييرات الطبوغرافية تكون الحاجة إلى معرفة خصائص تلك الرواسب والنظام البيئي المائي